# Constantin Fehrenbach

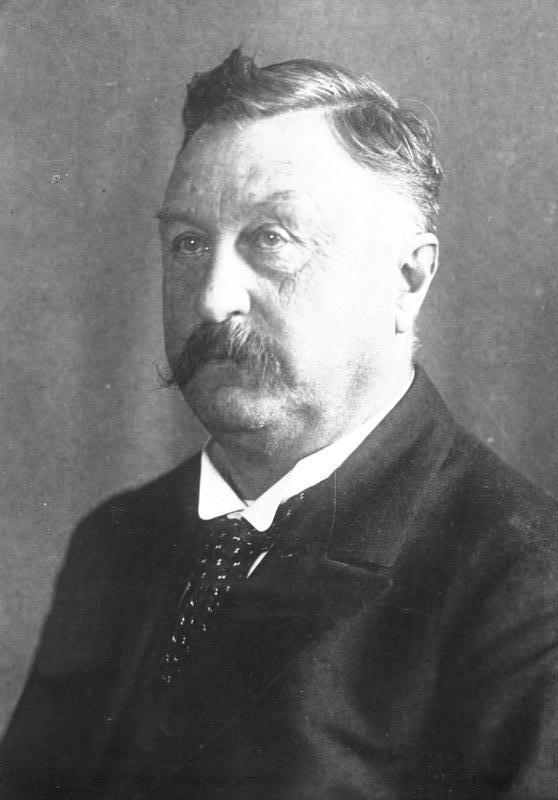
Konstantin Fehrenbach

Konstantin Fehrenbach (Wellendingen, 11 januari 1852 - Freiburg im Breisgau, 26 maart 1926) was een Duits politicus. Hij was rijkskanselier van de Weimarrepubliek tussen 25 juni 1920 en 4 mei 1921.
De strafpleiter Konstantin Fehrenbach werd in 1885 verkozen in het parlement van Baden-Baden als lid van het Zentrum, maar wegens meningsverschillen met de partijvoorzitter diende hij ontslag te nemen.
In 1903 werd hij verkozen in de Reichstag. Hij werd vervolgens de laatste voorzitter van de Reichstag onder het Duitse Keizerrijk. Later wordt hij voorzitter van de Nationale Vergadering van Weimar. Als rijkskanselier nam hij in 1921 met zijn regering ontslag nadat de Reichstag niet akkoord ging met het voorstel van de geallieerden over de Duitse herstelbetalingen.

## Bron
- (en) Fehrenbach, Konstantin. (2006). In Encyclopædia Britannica.

- Bibliothèque nationale de France: cb16609824d (data)
- Gemeinsame Normdatei: 118686402
- International Standard Name Identifier: 0000 0000 8262 3412
- Nederlandse Thesaurus van Auteursnamen: 070042748
- Système universitaire de documentation: 157026809
- Virtual International Authority File: 72188236
- WorldCat: E39PBJkHthVfKRfdq9jqfXqfbd